# 악령

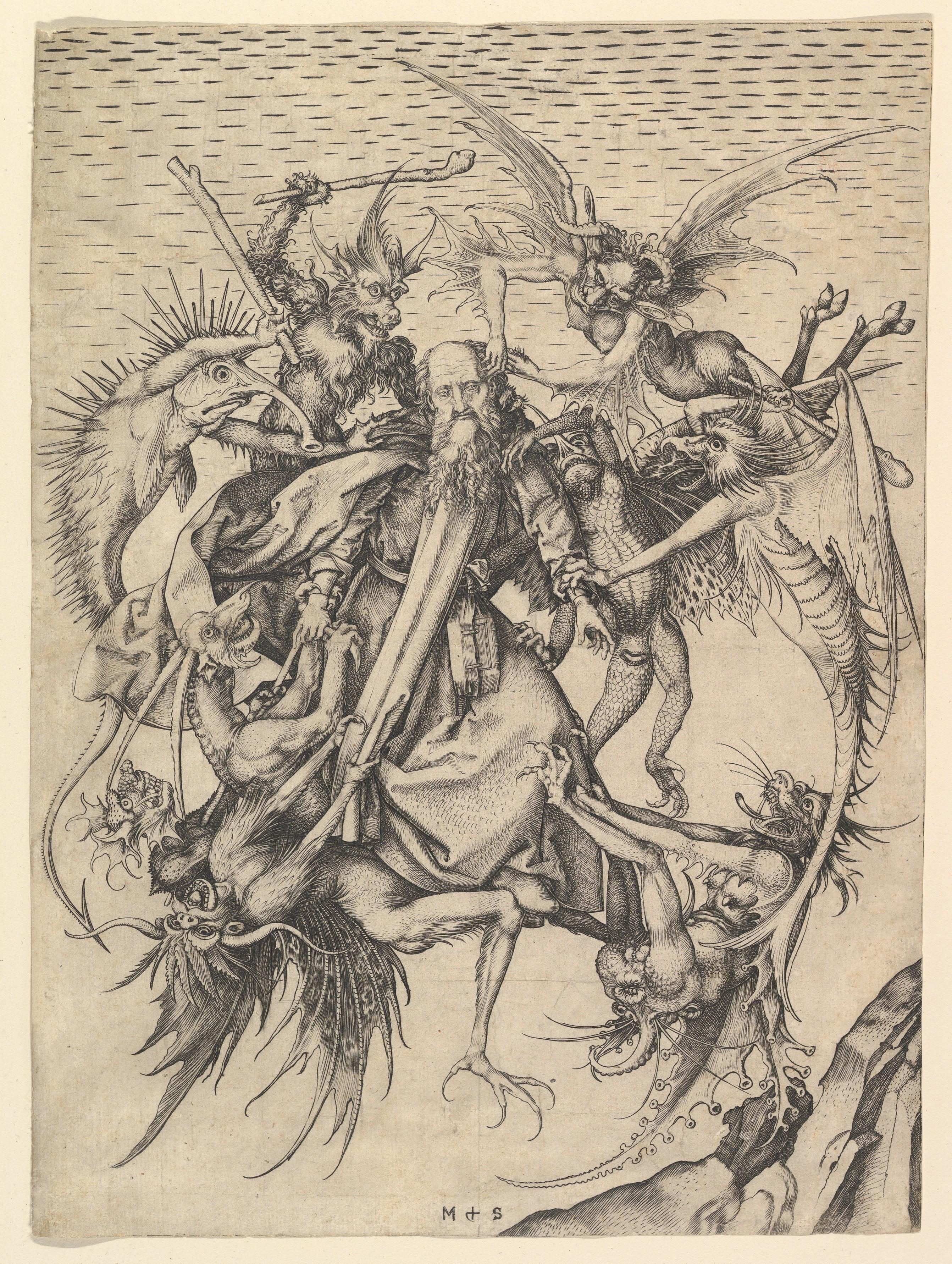

악령(惡靈) 또는 악귀(惡鬼)는 종교나 전승, 신화에서 초자연적 존재로서 일반적으로 심술궂은 영 또는 귀신을 일컫는다. 기독교에서는 일반적으로 하느님을 따르지 않는 천사들을 일컫는 말로 사용하고 있다.
고대 그리스에서 다이몬은 신에 가까운 존재 또는 신과 인간과의 중간적 존재를 의미하였다. 이것이 나중에는 인간의 수호령으로서 능력이나 성격 등 인간의 신들린 상태 또는 부분을 나타내는 데 쓰였다. 기독교에서는 악령·악마 또는 이교의 신을 가리키게 되었고, 근대에 와서는 인간의 심리적인 힘, 즉 자기가 지배할 수 없고 그 사람으로 하여금 이상한 행동을 하게 하는 무의식적이고 어쩔 수 없는 심리적인 힘을 데모니셰(Dämonische)라고 표현하였다.
괴테는 창작에서의 이 힘을 강조, 천재를 나타내는 데 썼다. 한편 키르케고르는 데모니셰를 죄악감에 빠진 인간이 악에서 헤어나지 못한 채 선에 대하여 품는 불안감이라고 설명하였다.

## 같이 보기
- 고블린